# Стыд (телесериал)
«Стыд» (норв. Skam) — норвежский драматический телесериал, рассказывающий о повседневной жизни старшеклассников в школе Хартвига Ниссена. Первая серия была выпущена 25 сентября 2015 года на сайте NRK. В каждом новом сезоне зрители следят за судьбой персонажей, кому посвящён сезон. В первом сезоне главным персонажем выступает Эва Мун, во втором сезоне — Нура Сатре, в третьем — Исак Вальтерсен, в четвёртом — Сана Бакуш.
Каждый сезон фокусируется на определённых темах, начиная от трудностей в отношениях, идентичности, расстройств пищевого поведения, сексуального насилия, гомосексуальности, проблем психического здоровья, религии и запретной любви.
7 апреля 2017 года было объявлено, что главным героем четвёртого сезона станет Сана Бакуш. Также было объявлено, что четвёртый сезон станет последним. Создатель телесериала, Юлие Андем написала у себя в Instagram: «„Стыд“ стал нашей работой 24 часа в сутки. Было очень интересно работать над сериалом и я правда верю, что он дал вам абсолютно удивительную энергию и будьте уверены — „Стыд“ продолжит вас удивлять и радовать. Недавно мы приняли решение, что нового сезона осенью не будет. Я знаю, что многие из вас будут расстроены и разочарованы, услышав это, но я уверена, мы приняли правильное решение».
Премьера первого отрывка четвёртого сезона состоялась 10 апреля 2017 года. Полный эпизод вышел 14 апреля.
В конце 2016 года Саймон Фуллер написал письмо NRK о том, что хотел бы сделать адаптацию сериала в США.

## Показ
Сериал выкладывается онлайн на сайте NRK в реальном времени: событие, происходящее в определённые день недели и время, выкладываются именно в это же время на сайте. Позже, все эпизоды за неделю собираются в единую серию. У всех персонажей сериала есть свои аккаунты в социальных сетях. Поэтому у фанатов есть возможность общаться с героями телесериала.

## Сюжет
Сериал рассказывает о повседневной жизни старшеклассников школы Ниссен. В сериале поднимаются вопросы, волнующие подростков.
В первом сезоне главной героиней является Эва, которая сталкивается с непростыми отношениями со своим парнем — Юнасом. Второй сезон, главной героиней которого становится Нура, строится вокруг отношений с выпускником Вильямом. Исак, главный герой третьего сезона, пытается разобраться в своей ориентации, а также построить отношения с парнем, страдающим биполярным расстройством. Четвёртый сезон посвящен мусульманке Сане Бакуш, сталкивающийся с трудностями на почве вероисповедания.

## Школа Хартвига Ниссена
Действия сериала происходят в школе Хартвига Ниссена. Это престижная гимназия, расположенная в районе Фрогнер в западной части Осло, по адресу Niels Juels gate (Niels Juel Street) 56.
Школа неофициально и широко известна просто как «Ниссен».
Она была основана Хартвигом Ниссеном в 1849 году как частная школа для девочек, которая принадлежала её директорам и служила высшей буржуазии. Она является второй старейшей гимназией в Осло и считается одной из самых престижных, среди её выпускников много известных личностей, в том числе двое членов норвежской королевской семьи. Эта школа стала первой высшей школой в Норвегии, в которую были приняты женщины.

## В ролях
| Актёр                   | Роль                     |
| ----------------------- | ------------------------ |
| Лиса Тейге              | Эва Квииг Мун            |
| Юсефина Фрида Петтерсон | Нура Амалия Сатре        |
| Тарьей Сандвик Му       | Исак Вальтерсен          |
| Марлон Лангеланд        | Юнас Ноа Васкес          |
| Ульрикке Фолк           | Вильде Хэллеруд Лиен     |
| Ина Свениннгдал         | Крис Берг                |
| Иман Мескини            | Сана Бакуш               |
| Хенрик Холм             | Эвен Бек Нэсхайм         |
| Томас Хэйес             | Вильям Магнуссон         |
| Герман Томмераас        | Кристоффер (Крис) Шистад |

Основной состав
- Лиса Тейге  в роли Эвы Квииг Мун (родилась 2 июня 1999 года) — главная героиня первого сезона.

Зрители впервые встречаются с Евой, когда она начала встречаться с Юнасом. Юнас только что закончил отношения с лучшей подругой Эвы — Ингрид. Отношения Юнаса и Эвы очень сложные, ей трудно доверять ему. Эва находится в депрессии из-за того, что не может помириться с Ингрид, она испытывает проблемы с общением и с трудом заводит себе друзей, чувствует себя неуверенной в себе. Большую часть времени Ева живёт дома одна, поскольку её мама находится в постоянных командировках и не уделяет достаточного внимания своей дочери. В конце сезона Эва расстается с Юнасом, поскольку хочет разобраться в себе. Эва начинает учиться в школе Хартвига Ниссена («Nissen») в 2015 году вместе со своими друзьями и бывшими одноклассниками Юнасом, Ингрид, Сарой и Исаком. Потеряв своих бывших лучших друзей, Ингрид и Сару, из-за её отношений с Юнасом, она начинает новую дружбу с Нурой, Крис, Вильде и Саной в Ниссене. После первого сезона Эва в основном изображается как общительная и беспорядочная тусовщица.
- Юсефина Фрида Петтерсен в роли Нуры Амалии Сатре (родилась 6 апреля 1999 года) — главный персонаж во втором сезоне.

Нура изображается как уверенная, умная и интересная девушка в первом и втором сезонах. Во втором сезоне, однако, выяснилось, что у неё есть некоторые проблемы. Она живёт с двумя соседями в квартире и не общается с родителями. В отличие от своих подруг Евы, Крис и Вильде, Нура не любит пить или встречаться с парнями. Когда школьный плейбой Вильям начинает флиртовать с ней, несмотря на несколько отказов, она в конце концов заинтересовывается им, но из-за своих предрассудков ей сложно с ним встречаться. В конце второго сезона, пройдя множество испытаний и решив свои проблемы, они остаются вместе. В третьем и четвёртом сезонах Нура изображается немного более наивной и беспокойной, поскольку она сталкивается с осложнениями в отношениях с Вильямом.
- Тарьей Сандвик Му — Исак Вальтерсен (родился 21 июня 1999 года) — главный герой третьего сезона.

Исак — близкий друг Эвы и Юнаса в первом сезоне. Часть BoySquad. В конце первого сезона Нура и Эва находят гомосексуальную порнографию на телефоне Исака, что вызывает подозрения о его сексуальной ориентации. В третьем сезоне Исак пытается понять и принять свою сексуальность. Он встречает Эвена, и двое быстро влюбляются и начинают тайно видеться. Тем не менее, Исак неосознанно отталкивает Эвена (у которого биполярное расстройство). Исак говорит, что не хочет быть рядом с людьми с психическими расстройствами из-за травмирующего опыта с его психически больной матерью. После борьбы со своими чувствами к Эвену Исак решает поговорить со своим лучшим другом Юнасом и с другими ребятами, с которыми он близок. Он снова начинает встречаться с Эвеном, пытается лучше его понять и принять его непростую болезнь. В четвёртом сезоне Исак изображается намного счастливее, поскольку он живёт комфортно в отношениях с Эвеном.
- Иман Мескини — Сана Бакуш (родилась 24 декабря 1999 года) — главный персонаж в четвёртом сезоне.

Самая большая борьба Саны на протяжении всего сериала — это жить традиционным мусульманским образом жизни и традиционным норвежским гимназическим стилем жизни одновременно. Сана — решительная и красноречивая, но сталкивается с постоянными предрассудками одноклассников, родителей и людей, которых она встречает, что иногда приводит Сану к принятию иррациональных решений. Например, на пике своей агрессии Сана анонимно издевается над своей одноклассницей Сарой в Интернете, тем самым исключая её из общей компании. В отличие от Эвы, Нуры и Исака, у неё хорошие и тесные отношения со своей семьей. В четвёртом сезоне она влюбляется в Юсефа, которого она изначально считает мусульманином, но, оказывается, что он не религиозен. После первых попыток дистанцироваться от него, они становятся ближе в конце сезона.
Второстепенные персонажи:
- Марлон Лангеланд — Юнас Ноа Васкес (родился 20 декабря 1999 года), бойфренд Эвы в первом сезоне. Он также является лучшим другом Исака и одноклассником всех главных героев. Часть BoySquad.
- Томас Хейс — Вильям Магнуссон (родился 10 января 1997 года), главный плейбой школы и в конечном итоге бойфренд Нуры во втором сезоне. Он также является одноклассником и лучшим другом Пенетратора-Криса.
- Герман Томмераас — Кристофер «Пенетратор Крис» Шистад (родился 21 марта 1997 года), он проявляет любовный интерес к Еве все четыре сезона. Он на два года старше основного состава, но также учится в Ниссене в первые два сезона.
- Хенрик Холм — Эвен Нэсхайм (родился 12 февраля 1997 года), новый ученик школы Ниссен. Бойфренд Исака. В третьем сезоне показано, что у него биполярное расстройство.
- Ульрикке Фолк — Вильде Хэллеруд Лиен (родилась 13 июля 1999 года), подруга Нуры, Евы, Крис и Саны. В первом сезоне была влюблена в Вильяма. Она является организатором мероприятий и вечеринок в своей компании. В четвёртом сезоне состоит в отношениях с Магнусом.
- Ина Свенингдал — Кристина «Крис» Берг (родилась 6 января 1999 года), входит в дружескую компанию вместе с Нурой, Вильде, Саной и Евой. Она обычно избегает большинства конфликтов и эмоционально глубоких разговоров.
- Дэвид Стакстон (Давид Александр Шёхолт) — Магнус Фоссбакен[12] (родился 22 ноября 1999 года[13]), смешной и неловкий друг Исака. В четвёртом сезоне он находится в отношениях с Вильде. Один из членов BoySquad.
- Саша Клебер Ниилигир — Махди Диси  (родился 19 января 1999 года), друг Магнуса, Юнаса и Исака. Часть BoySquad.
- Кристина Эдегор — Сара Нерштелен (родилась 12 июля 1999 года), лучшая подруга Ингрид и лидер команды «Пепси Макс». Сара встречается с Исаком во втором сезоне.
- Сесилия Мартинсен — Ингрид Тайс Гаупсет (родилась 23 февраля 1999 года), бывшая девушка Юнаса и лучшая подруга Эвы до первого сезона. Ингрид является членом группы «Пепси Макс», которая часто соперничает с главными героями.
- Карл Мартин Эггесбё — Эскильд (родился 19 августа 1995 года), стереотипный гомосексуальный сосед Нуры во втором и четвёртом сезоне и Исаака в третьем сезоне.
- Ракель Несье — Линн Хансен (родилась 1 января 1996), интровертная сожительница Эскильда и Нуры/Исака.
- Руби Дагналл — Эмма В. Ларцен (родилась 19 декабря 2000 года), влюблена в Исака.
- Симо Мохамед Эльхбиби — Элиас Бакуш (родился 5 марта 1997), брат Саны и друг Юсефа.
- Ченгиз Ал — Юсеф Акар (родился 21 сентября 1997 года), атеист, проявляет любовный интерес к Сане. Юсеф также лучший друг Элиаса и бывший одноклассник.

## Эпизоды

### Сезон 1
Эва — центральная героиня первого сезона. Действие сезона происходит осенью 2015 года.
| № | #  | Название                                                                                            | Дата             |
| --- | -- | --------------------------------------------------------------------------------------------------- | ---------------- |
| 1 | 1  | «Du ser ut som en slut (с норв. — «Ты выглядишь как шлюха»)»                                        | 25 сентября 2015 |
| У Эвы начинается первый год обучения в старших классах. Она общается только со своим парнем Юнасом и его лучшим другом Исаком, так как поссорилась со своими подружками Ингрид и Сарой.                           |    | |                  |
| 2 | 2  | «Jonas, dette er helt dust (с норв. — «Юнас, это совершенно глупо»)»                                | 2 октября 2015   |
| Эва, Юнас и Исак отправляются в поездку в загородный домик. Эва раздражена тем, что Юнас пригласил друзей. |    | |                  |
| 3 | 3  | «Vi er de største loserne på skolen (с норв. — «Мы самые эпичные лузеры школы»)»                    | 9 октября 2015   |
| Вернувшись в школу, Эва ближе знакомится с Нурой из испанского класса. Они объединяются с Саной, Крис и Вильде, чтобы быть в одном выпускном автобусе.                                                            |    | |                  |
| 4 | 4  | «Go for it din lille slut (с норв. — «Сделай это, маленькая шлюшка»)»                               | 16 октября 2015  |
| Сана и Вильде уговаривают Эву познакомиться с Кристофером, чтобы попасть на вечеринку старшеклассников третьего года обучения. Вильде же мечтает познакомиться с Вильямом, самым популярным парнем в школе.       |    | |                  |
| 5 | 5  | «Hva er det som gjør deg kåt? (с норв. — «Что тебя заводит?»)»                                      | 23 октября 2015  |
| Эва приглашает Юнаса домой на ужин с мамой. Вильде влюбляется в Вильяма. Девушки приходят к школьной медсестре за противозачаточными средствами.                                                                  |    | |                  |
| 6 | 6  | «Man vet når gutter lyver (с норв. — «Каждый знает, когда мальчики врут»)»                          | 30 октября 2015  |
| Эва подозревает Юнаса в измене с её бывшей лучшей подружкой Ингрид. Она пытается узнать что-нибудь от Исака. На хэллоуин-вечеринке между Эвой и Ингрид происходит ссора. Расстроенная Эва целуется с Кристофером. |    | |                  |
| 7 | 7  | «Tenker alltid det er meg det er noe gale med (с норв. — «Я всегда думаю - со мной что-то не так»)» | 13 ноября 2015   |
| Эва испытывает чувство вины из-за поцелуя с Кристофером. Она просит совета у Исака. Нура говорит Вильде забыть Вильяма.                                                                                           |    | |                  |
| 8 | 8  | «Hele skolen hater meg (с норв. — «Вся школа меня ненавидит»)»                                      | 20 ноября 2015   |
| Вся школа узнаёт, что Эва целовалась с Кристофером. Из-за неё остальные девочки попадают в «чёрный список» и рискуют остаться без выпускного. Вильям начинает интересоваться Нурой.                               |    | |                  |
| 9 | 9  | «Man er det man gjør (с норв. — «Ты - то, что ты делаешь»)»                                         | 27 ноября 2015   |
| Эва получает анонимное письмо с угрозами и пытается выяснить, кто его написал. Она задумывается о том, чтобы сменить школу.                                                                                       |    | |                  |
| 10 | 10 | «Jeg tenker du har blitt helt psyko (с норв. — «Думаю, тебя знатно унесло»)»                        | 4 декабря 2015   |
| На вечеринке Эва спрашивает Исака, зачем он рассказал Юнасу о поцелуе с Кристофером. Исак говорит, что влюблён в неё. Также, на вечеринке Вильде падает в обморок.                                                |    | |                  |
| 11 | 11 | «Et jævlig dumt valg (с норв. — «Чертовски глупый выбор»)»                                          | 11 декабря 2015  |
| Вильде говорит подругам, что возможно она беременна, но школьная медсестра опровергает это. Вильям по просьбе Нуры просит прощения у Вильде. Эва и Нура подозревают, что на самом деле Исак влюблён в Юнаса.      |    | |                  |

### Сезон 2
Нура — главная героиня второго сезона телесериала. Действие происходит весной 2016 года.
| № | #  | Название                                                                                  | Дата           |
| --- | -- | ----------------------------------------------------------------------------------------- | -------------- |
| 12 | 1  | «Om du bare hadde holdt det du lovet (с норв. — «Только если ты сдержишь обещание»)»      | 4 марта 2016   |
| У Нуры и Вильде разногласия по поводу спонсоров для выпускного автобуса. Нура старается избегать Вильяма, который стал очень настойчивым. |    |                                                                                           |                |
| 13 | 2  | «Du lyver til en venninne og skylder på meg (с норв. — «Лжешь подруге и обвиняешь меня»)» | 11 марта 2016  |
| О Юнасе начинают ходить по школе разные слухи. Нура идёт на свидание с Вильямом. |    |                                                                                           |                |
| 14 | 3  | «Er det noe du skjuler for oss? (с норв. — «Ты что-то скрываешь от нас?»)»                | 18 марта 2016  |
| Нура скрывает от всех, что была на свидании с Вильямом. Вильям проводит вечеринку у себя дома. Нура теряет ключи и телефон и вынуждена остаться ночевать у него. |    |                                                                                           |                |
| 15 | 4  | «Jeg visste det var noe rart med henne (с норв. — «Так и знала, что дело неладно»)»       | 25 марта 2016  |
| Во время пасхальных выходных, Нура с подругами отправляются отдохнуть в загородном домике. Отдыхая они становятся свидетелями странных и пугающих событий. |    |                                                                                           |                |
| 16 | 5  | «Jeg er i hvert fall ikke sjalu (с норв. — «Конечно, я не ревную»)»                       | 1 апреля 2016  |
| Нуру обижают слова Эскильда, что её не волнует судьба беженцев. Вильям с друзьями объявляют аукцион, чтобы собрать деньги на возмещение ущерба за разгромленный загородный домик, в котором они отдыхали. Нура уговаривает его пожертвовать часть денег на нужды беженцев. Пьяная Эва целуется с Вильде. |    |                                                                                           |                |
| 17 | 6  | «Jeg vil ikke bli beskytta (с норв. — «Я не хочу, чтобы меня защищали»)»                  | 22 апреля 2016 |
| В квартире Вильяма Нура встречает его старшего брата Николая, вернувшегося в Осло. Девушки обсуждают новость о том, что Юнас был избит. Нура видит подозрительную встречу между Исаком и Кристофером. |    |                                                                                           |                |
| 18 | 7  | «Noora, du trenger pikk (с норв. — «Нура, тебе нужен член»)»                              | 29 апреля 2016 |
| Нура хранит отношения с Вильямом в тайне от Вильде. Девушки идут на вечеринку старшеклассников, которая заканчивается дракой между двумя группами ребят. |    |                                                                                           |                |
| 19 | 8  | «Du tenker bare på William (с норв. — «Ты думаешь только о Вильяме»)»                     | 6 мая 2016     |
| Вильям пытается объясниться с Нурой о произошедшей драке. Сана даёт несколько советов Нуре. В поисках Вильяма Нура приходит к нему домой, где устроил вечеринку его брат. |    |                                                                                           |                |
| 20 | 9  | «Jeg savner deg så jævlig (с норв. — «Я чертовски сильно скучаю по тебе»)»                | 13 мая 2016    |
| Нура просыпается обнажённой в постели с Николаем. Она ничего не помнит и подозревает, что была изнасилована. Николай угрожает разослать фотографии с обнаженной Нурой. |    |                                                                                           |                |
| 21 | 10 | «Jeg skal forklare alt (с норв. — «Я всё объясню»)»                                       | 20 мая 2016    |
| Дома у Эвы Нура рассказывает подругам о своих подозрениях и о фотографиях, которые сделал Николай. Девушки идут в специализированный центр. Позже, Нура встречается с Николаем в кафе. Николай пытается разрушить отношения между Вильямом и Нурой. Нура говорит Николаю, что ему светит срок за хранение детской порнографии (по закону Нура несовершеннолетняя) и шантаж. Вильям думает, что Нура изменила ему, и уходит, не выслушав объяснения. |    |                                                                                           |                |
| 22 | 11 | «Husker du seriøst ingenting? (с норв. — «Ты серьёзно ничего не помнишь?»)»               | 27 мая 2016    |
| Вильде рассказывает Нуре, что по слухам Вильям уехал в Лондон. Нура решается поговорить с одной из девушек, которая была на вечеринке Николая, чтобы выяснить что там произошло. Нура и Вильям договариваются о встрече, чтобы поговорить. |    |                                                                                           |                |
| 23 | 12 | «Vil du flytte sammen med meg? (с норв. — «Ты переедешь ко мне?»)»                        | 3 июня 2016    |
| Вильяма вызывают на допрос по поводу драки. Нура старается предотвратить дачу показаний против него. |    |                                                                                           |                |

### Сезон 3
Исак является главным героем в третьем сезоне. Действие происходит осенью 2016 года.
| № | #  | Название                                                                                | Дата            |
| --- | -- | --------------------------------------------------------------------------------------- | --------------- |
| 24 | 1  | «Lykke til, Isak (с норв. — «Удачи, Исак»)»                                             | 7 октября 2016  |
| На вечеринке, прерванной полицией, Исак в спешке выбирает неудачное место для хранения наркотиков. Сана шантажом принуждает его присоединиться к школьному клубу по интересам. Исак отказывается идти на контакт со своей мамой. На собрании клуба он знакомится с новеньким старшеклассником Эвеном. Также в клуб вступает Эмма, испытывающая чувства к Исаку и пытающаяся с ним сблизиться. |    |                                                                                         |                 |
| 25 | 2  | «Du er over 18, sant? (с норв. — «Тебе уже есть 18, да?»)»                              | 14 октября 2016 |
| Исак пытается побольше узнать об Эвене. Эмма приглашает Вальтерсена и его друзей на вечеринку. Исак лжет всем, отменяет ранее планируемое и проводит время в компании нового друга. Позже выясняется, что у Эвена есть девушка Соня. |    |                                                                                         |                 |
| 26 | 3  | «Nå bånder dere i overkant mye (с норв. — «Вы тут слишком много зажимаетесь»)»          | 21 октября 2016 |
| Друзей озадачивает подозрительное поведение Исака, пытающегося разобраться в своей сексуальности. Вильде получает согласие от Исака провести вечеринку у него дома. Исак извиняется перед Эммой и ребятами за сорванные планы. По завершении вечеринки Исак и Эвен остаются наедине, но их прерывает вернувшаяся из Лондона Нура. |    |                                                                                         |                 |
| 27 | 4  | «Keen på å bade (с норв. — «Хочу поплавать»)»                                           | 28 октября 2016 |
| Нура делится новостями со своими экс-соседями по квартире: они с Вильямом решили отдохнуть друг от друга. Эвен с Исаком договариваются провести время перед хэллоуинской вечеринкой вместе. Исак жалуется Юнасу на приставучесть Вильде. Эвен и Исак сбегают с пре-пати, вламываются в чужой бассейн и впервые целуются. |    |                                                                                         |                 |
| 28 | 5  | «Samme tid et helt annet sted (с норв. — «В это же время, но в совершенно ином месте»)» | 4 ноября 2016   |
| Исак и Эвен отсиживаются все выходные дома. Эвен рассказывает своей девушке об измене и они берут перерыв в отношениях. Но внезапно он заявляет Исаку о поспешности своего решения. На вечеринке Исак видит, как пара целуется. Эмма сообщает, что знает тайну его сексуальной ориентации. |    |                                                                                         |                 |
| 29 | 6  | «Escobar season (с норв. — «Пора выходить за рамки»)»                                   | 18 ноября 2016  |
| Исак плохо себя чувствует и жалуется школьному врачу на проблемы со сном. Врач советует не сторониться людей и попробовать обсудить проблемы с кем-нибудь близким. Исак решается на разговор со своим лучшим другом — Юнасом, объясняет свои странные выходки и сложившуюся ситуацию с Эвеном. |    |                                                                                         |                 |
| 30 | 7  | «Er du homo? (с норв. — «Так ты гей?»)»                                                 | 25 ноября 2016  |
| Исак обращается за любовным советом к Эскильду. По школе начинают ходить слухи об ориентации Исака, и он рассказывает друзьям правду. Юнас советует поставить Эвену ультиматум, чтобы выяснить серьёзность его намерений. Трюк срабатывает: Эвен приходит к Исаку домой. |    |                                                                                         |                 |
| 31 | 8  | «Mannen i mitt liv (с норв. — «Мужчина моей мечты»)»                                    | 2 декабря 2016  |
| Эвен объявляет, что с Соней покончено, девушка пытается поговорить о чём-то с Вальтерсеном. Исак признаётся родителям в том, что он гей. Парни снимают номер в отеле. Посреди ночи Эвен заявляет, что он голоден и полностью раздетый уходит на улицу. Исак отправляется за ним, встречается с Соней. Она говорит, что тот страдает биполярным аффективным расстройством, и просит держаться от него подальше. |    |                                                                                         |                 |
| 32 | 9  | «Det går over (с норв. — «Это пройдет»)»                                                | 9 декабря 2016  |
| Исак очень сильно подавлен, не знает что предпринять и как общаться с Эвеном. Магнус рассказывает, что его мама страдает таким же недугом, но это не делает её сумасшедшей, и советует не слушать Соню. Исак не может дозвониться до Эвена, но решается начать налаживать отношения с семьёй. Пока Вальтерсен сидит с родителями в церкви, Эвен пишет ему прощальное сообщение с извинениями и признаниями. Исак уходит из церкви и встречается с Эвеном. |    |                                                                                         |                 |
| 33 | 10 | «Minutt for minutt (с норв. — «Минута за минутой»)»                                     | 16 декабря 2016 |
| У Эвена наступает депрессивная фаза болезни. Исак интересуется мнением Сони, просит помощи, девушка делится своим опытом. Эвен пессимистично рассуждает об их будущем, но Исак отказывается принимать подобное. Уходя на занятия, Вальтерсен просит соседей присматривать за парнем. В школе Вильде согласует с Исаком планы на Рождественскую вечеринку. Состояние Эвена улучшается, на домашней вечеринке собирается большое количество людей. Парни подбадривают Магнуса, стесняющегося признаться в симпатии к Вильде. Исак соглашается познакомиться с мамой Эвена и извиняется перед Эвой, признавая прошлые ошибки. |    |                                                                                         |                 |

### Сезон 4
Сана — центральная героиня четвёртого сезона. Сезон состоит из десяти эпизодов.
| № | #  | Название                                                                          | Дата           |
| --- | -- | --------------------------------------------------------------------------------- | -------------- |
| 34 | 1  | «Du hater å henge med oss (с норв. — «Ты ненавидишь гулять с нами»)»              | 14 апреля 2017 |
| Ева узнаёт от Кристофера, что у Вильяма появилась другая девушка. Она решает не говорить об этом Нуре. Сана, проиграв спор с братом Элиасом, должна ему прислуживать целую неделю. Он требует, чтобы она принесла ему ключи от дома в качалку. Сана приходит туда с подругами. Девушки рады знакомству с её братом и его друзьями. Вместе решают пойти на вечеринку.                                                                       |    |                                                                                   |                |
| 35 | 2  | «Jeg er gutt, jeg får ikke hat (с норв. — «Я парень, меня не захейтят»)»          | 21 апреля 2017 |
| Сане и Нуре нравится парень Юсеф. Сана напоминает Нуре о том, что у неё есть Вильям. Старшеклассницы предлагают девушкам купить автобус за 300 000 норвежских крон. Не имея денег они соглашаются его посмотреть. Другая группа девушек предлагает за автобус 310 000. В ответ, Сана предлагает 320 000. |    |                                                                                   |                |
| 36 | 3  | «Hva mener du om drikking? (с норв. — «Что ты думаешь о выпивке?»)»               | 28 апреля 2017 |
| Две группы девушек объединяются под руководство Саны. Для того чтобы решить некоторые вопросы все девушки собираются в доме Саны. Собрание перетекает в вечеринку с алкоголем, но внезапно возвращаются родители Саны. Несмотря на то, что гости успевают уйти, родители замечают бутылку водки. Юсеф, выгораживая Сану, говорит что это его бутылка. Сана в чате с ним узнаёт, что он не мусульманин.                                     |    |                                                                                   |                |
| 37 | 4  | «Allah hadde digget deg (с норв. — «Аллаху бы ты понравился»)»                    | 5 мая 2017     |
| Сана узнаёт реальную причину возвращения Нуры из Лондона. Брат Саны напивается и, чтобы скрыть это от родителей, его оставляют отоспаться в доме Нуры. Юсеф провожает Сану домой и они рассуждают о религии. |    |                                                                                   |                |
| 38 | 5  | «Hvis du er trist er jeg trist (с норв. — «Если тебе грустно, то и мне грустно»)» | 12 мая 2017    |
| Сана постоянно думает о Юсефе. Нура узнаёт, что Вильям встречается с другой. Автобусная группа устраивает вечеринку, на которой Элиас избивает Исака. Сана подслушивает разговор, где девушки говорят, что собираются выгнать её из группы. Уходя с вечеринки, Сана видит целующихся Юсефа и Нуру. |    |                                                                                   |                |
| 39 | 6  | «Har du en dårlig dag? (с норв. — «У тебя был плохой день?»)»                     | 26 мая 2017    |
| Нура покидает автобусную группу вместе с Саной. Сана и Исак готовятся к экзамену по биологии. Исак выходит из комнаты, и Сана читает его переписку с Сарой, где та оскорбляет Вильде. |    |                                                                                   |                |
| 40 | 7  | «Vi må stå sammen (с норв. — «Мы должны держаться вместе»)»                       | 2 июня 2017    |
| Юсеф идёт на свидание с Нурой. Сана выкладывает переписки Сары. Ингрид думает, что их выложил Исак. Кто-то взламывает аккаунт Вильде и постит её личные сообщения. |    |                                                                                   |                |
| 41 | 8  | «De største loserne på skolen (с норв. — «Величайшие лузеры в школе»)»            | 9 июня 2017    |
| Сана мирится с братом. На следующий день она признается Крис, а затем остальным, что выложила переписки с Сарой, и просит прощения. Крис, Вильде, Ева и Нура покупают свой автобус и приезжают на нём в школу. Сана присоединяется к ним, и девушки едут на вечеринку в честь дня рождения Эвы. Нура говорит Сане, что Юсеф и она не заинтересованы друг в друге, потому что ему нравится Сана. На вечеринку приезжают Вильям и Кристофер. |    |                                                                                   |                |
| 42 | 9  | «Livet smiler (с норв. — «Жизнь улыбается»)»                                      | 16 июня 2017   |
| Сана говорит Эскильду и Линн, что это она попросила Вильяма вернуться. Нура и Вильям снова вместе. Мама Саны одобряет её отношения с Юсефом несмотря на то, что он не мусульманин. |    |                                                                                   |                |
| 43 | 10 | «Takk for alt (с норв. — «Спасибо за всё»)»                                       | 24 июня 2017   |
| Сана устраивает вечеринку в честь дня разговения. |    |                                                                                   |                |

## Награды
В 2016 году телесериал получил три награды норвежской телевизионной премии Gullruten в номинациях Лучшая телевизионная драма, Лучший новый проект и Инновация года.
Телесериал также получил высокую оценку за его вклад в продвижение норвежского языка и культуры на международном уровне, а также за его уникальный формат распространения, приняв новую стратегию — публикацию эпизодов в режиме реального времени и высокой вовлеченности зрителей. Он получил несколько норвежских наград во время съемок и показа серий в сети, будучи удостоенным за его драматические сюжетные линии, инновационный формат повествования, написание, режиссуру и выступления актёров.

## Производство

### Юлия Андем и Мари Магнус
Юлия Андем — создательница сериала «Skam». В интервью Rushprint в апреле 2016 года Андем обсуждала производство сериала. Первоначально история была разработана для 16-летних девочек, Андем использовала производственную модель «NABC» («потребности/подход/выгода/конкуренция»), и вместо сбора информации из огромного количества источников она провела обширные, многочасовые интервью с представителем, чтобы раскрыть, какие потребности есть у этой конкретной целевой аудитории, чтобы правильно изложить сценарий. В отличие от американских шоу, которые были первичным конкурентом для сериала, Андем заявила, что у неё есть одно преимущество: она знала, кто будет зрителем и в какой культуре они выросли.
Одним из основных направлений исследований, найденных Андем было давление, она заявила:
«Давление на подростков очень велико. Они стремятся показать себя разными способами. Это нормально, и это не обязательно должно быть опасно или вредно для здоровья. Но то, что вредно для здоровья, так это то, что многие чувствуют, что они не могут соответствовать требованиям, и поэтому чувствуют, что потерпели неудачу. Они сравнивают себя с другими, а не с самими собой. И тогда возникла мысль: как заставить их избавиться от давления через сериал, подобный Skam».
Андем хотела, чтобы шоу представляло собой комбинацию соцреализма, мыльной оперы и ситкома, переходя от жанров к жанрам, когда сцены переключаются, например, от комичных сцен в кабинете врача к сценам на лестнице. Она признала, что это не всегда срабатывало, сказав, что одна сцена в 5 эпизоде 1 сезона, которая начиналась на лестнице и закончилась в кабинета врача была «драматическим прыжком», и уточнила, что «в более поздней сцене я сказала фотографу, что мы, возможно, должны попытаться немного приблизиться. Но мы не получили юмор, так что: пофиг на это, мы будем снимать по ситкому и будем смешивать жанр».
Андем создала девять персонажей без предыстории. Каждый должен был возглавлять каждый сезон, и шоу должно было показывать разных героев из сезона в сезон. 1200 человек пробовались на роли в первом туре кастинга. Когда начались съемки, Андем написала сценарии и никакой импровизации не было.
«Многие люди думают, что большая часть сериала импровизирована. Это не так. Много написано для актёров. И до и после сцены, я жду некоторое время, прежде чем сказать спасибо и позволяю им немного поиграть в сцене. Если сцена не получается, мы исправляем её и смотрим, что в сценарий не укладывается».
Производство выполняется в короткие сроки, с помощью сценариев, которые пишутся в течение трех дней, полтора дня, чтобы отснять материал, и от четырёх до пять дней, чтобы смонтировать. Также трансляция серии в режиме реального времени была запланирована с самого начала, и Андем писала серию в эпизодическом формате, хотя контент также должен был работать для ежедневных релизов, включая дилемму или интригу, которой заканчивается каждая сцена. Андем читала комментарии каждый день и искала отзывы аудитории о том, как закончить каждый сезон, сохраняя при этом свои первоначальные планы.
Норвежская газета Dagbladet сообщила в декабре 2016 года, что производство 2 и 3 сезона обошелся общей стоимостью NOK в 10 миллионов. Главный редактор NRK P3 Хокон Мослет заявил: «Будучи драмой высокого качества, производство Skam экономически эффективное».
В декабре 2016 года сериал был продлен на четвёртый сезон. В начале апреля 2017 года было объявлено, что премьера первого клипа четвёртого сезона состоится 10 апреля, и что это будет последний сезон сериала.
Главный редактор NRK P3 Хокон Мослет заявил, что создание Skam было «экстремальным видом спорта», а в посте Instagram создатель Юлия Андем написала, что «Skam был моей работой 24/7. Это также был удивительно интересный опыт, и я действительно считаю, что придала сериалу уникальную энергию и гарантировала, что Skam продолжает удивлять и развлекать. Недавно мы решили, что не будем делать новый сезон этой осенью. Я знаю, что многие из вас будут расстроены и разочарованы, услышав это, но я уверена, что это будет правильным решением».
23 июня 2017 года, за день до финала сериала, весь актёрский состав официально встретился с прессой перед вечеринкой, посвященной окончанию проекта, отвечая на вопросы поклонников по всему миру и описывая свой опыт и воспоминания от съемочного процесса. Примечательно, что впервые всем актёрам было позволено нарушить молчание и выступить перед публикой.
9 декабря 2018 года NRK опубликовал первый из четырёх официальных нарезок с неудачными дублями из серии. Релиз от 9 декабря включал невиданный ранее контент с первого сезона, а остальные три клипа blooper были выпущены в течение следующей недели.

## Признание
Несмотря на отсутствие продвижения перед его запуском в 2015 году, его премьерный эпизод является одним из самых просматриваемых эпизодов в истории NRK, и к середине второго сезона он отвечал за половину трафика NRK.
Сериал привлек активную международную фан-базу в социальных сетях, где поклонники продвигали переводы, чтобы помочь в понимании сюжета. Шоу неоднократно попадало в международные заголовки из-за всплеска популярности по всему миру, и актёры шоу стали известны во всем мире.
В Норвегии телесериал стал самым популярным шоу. Каждую новую серию смотрят около 200 тысяч телезрителей. На производство второго и третьего сезонов сериала было потрачено более 10 миллионов норвежских крон (около 1 120 000 $).

### Норвегия и страны Северной Европы
В Норвегии, в среднем, около 192 000 зрителей смотрели первый сезон, причем первый эпизод был одним из самых просматриваемых за все время на NRK TV online. В первую неделю июня 2016 года стриминг Skam отвечал за более чем половину трафика на NRK TV. После выхода третьего сезона, NRK заявил, что во втором сезоне средняя аудитория составила 531,000 зрителей, в то время как третий сезон побил все рекорды по NRK телевидения со средней аудиторией 789,000 человек.
Трейлер четвёртого сезона, выпущенный 7 апреля 2017 года, посмотрели 900 000 человек в течение четырёх дней. В начале четвёртого сезона сайт Skam посетили 1,2 миллиона пользователей, а первый эпизод посмотрели 317 000 человек. Главный редактор NRK P3 Хокон Мослет сказал Verdens Gang
«Мы видим, что есть высокий трафик и повышенный интерес к четвёртому сезону. Мы поднялись высоко в рейтингах в первую неделю и ближе к концу сезона, когда начинается драма.»
В мае 2017 года NRK опубликовал отчет о просмотре статистики за 2016 год, написав, что третий сезон побил как рекорд потокового вещания сериала на NRK TV, так и для потокового вещания всех серии в Норвегии.
В октябре 2016 года Aftenposten сообщил, что Skam стал популярным в Швеции, с "более чем 5000 " зрителей со шведскими IP-адресами, наблюдающими за эпизодами, не считая отдельных клипов. Более поздний отчет Verdens Gang в январе 2017 года заявил, что Skam «побил все рекорды» в Швеции, с более чем 25 миллионами просмотров на SVT Play. После подписания лицензионного соглашения для трансляции сериала в Дании, он побил рекорды в январе 2017 года, и первый эпизод сериала собрал 560 000 зрителей на DR TV. В Финляндии первый эпизод собрал более 130 000 просмотров к концу февраля 2017 года, через два с половиной месяца после его выхода, описан исследователем аудитории Yle Анной Хиварилой как «совершенно исключительный».
Skam получил признание критиков. Газета NATT&DAG назвала его лучшим сериалом 2015 года.
В его второй сезон, Kripos (норвежская национальная служба уголовных расследований), похвалила сериал за поднятие темы сексуального насилия. В том числе за призыв таких жертв как Нура, пойти в отделение неотложной помощи, чтобы сообщать ситуациях и собрать доказательства жестокого обращения. И Нура предъявила своему обидчику соответствующие законы, которые он нарушает, и что грозит преступнику за изготовление, хранение и распространение детской порнографии. Национальный центр по предотвращению сексуального насилия также высоко оценил сюжет сериала, добавив, что они хотят, чтобы сериал стал учебным пособием в школах.
В третьем сезоне Мартина Ландер Бренн из Verdens Gang похвалила тему гомосексуальности и написала:
«Я хвалю это в первую очередь потому, что молодые гомосексуалы, словно „в шкафу“, так и за его пределами, наконец, получают некоторые долгожданные и современные образцы для подражания. Неважно, если этот персонаж вымышленной — сейчас Skam-самое крутое шоу Норвегии».
В четвёртом сезоне Кристофер Пауле из Dagbladet похвалил разговор о религии, написав:
«Двое молодых людей с мусульманским происхождением ведут вдумчивый, уважительный и поучительный разговор о религии, не споря и не воспринимая в штыки. Подумайте об этом. Они собирают цветы и бросают мяч, и им не обязательно убеждать друг друга, это не главная цель. Дело в том, что они понимают друг друга».
Skam получила признание за свой вклад в развитие норвежского языка и культуры, а также в укрепление родства между Северными странами. В декабре 2016 года Ассоциация Северных стран наградила Skam ежегодной премией северных языков за привлечение молодой аудитории Северных стран, за установление связи с молодежью по всему северному региону, и за способствование позитивному отношению к соседствующим языкам региона. В апреле 2017 года Skam и его создатель Юлия Андем были награждены премией Peer Gynt, присуждаемой человеку или учреждению, которое оказало положительное влияние на общество и сделало Норвегию известной за рубежом.
В июне 2017 года, незадолго до окончания шоу, Aftenposten опубликовала отчет, содержащий интервью со многими известными норвежскими телевизионными создателями, писателями и режиссёрами, которые хвалили Skam и создательницу Юлию Андем за её творческую работу на шоу. Похвала была направлена на «неотполированный» характер сериала, её способность поддерживать «высокий уровень качества в течение длительного времени», сочетание различных сексуальностей и этнических групп, и использование диалогов для решения проблем, а также сострадательный характер шоу, тем самым его способность по-настоящему захватить свою аудиторию.
Финал сериала получил положительные отзывы. Вильде Сагстад Имеланд из Verdens Gang похвалила финальный эпизод за «достойный и эмоциональный финал». Сесилия Аскер из Aftenposten писала, что «самый последний эпизод Skam заставляет нас горевать, испытывать боль потери и жаждать большего. Лучше и быть не могло».
1 июля 2017 года, во время празднования Oslo Pride, создатель сериала Юлия Андем и актёры Тарьей Сандвик Му, Хенрик Холм и Карл Мартин Эггесбё были награждены премией «Fryd», присуждаемой людям или организациям, которые нарушают нормы в области пола и сексуальности в позитивном ключе.
В феврале 2018 года принц Уильям и Кэтрин Миддлтон, члены Британской королевской семьи, посетили школу Хартвига Ниссена, чтобы встретиться с актёрами и узнать больше о Skam, его влиянии на жизнь актёров и обсудить молодежь и психическое здоровье.

### Международный успех
Начиная с третьего сезона, шоу привлекло международную аудиторию, и фанаты просили NRK добавить английские субтитры к эпизодам Skam онлайн. Запросы были отклонены из-за того, что лицензия на музыку, представленную в сериале, была ограничена норвежской аудиторией, и что легкая доступность за пределами Норвегии нарушит условия лицензионных соглашений NRK.
Адвокат NRK уточнил, что видеоролики YouTube с более чем 50 % оригинального контента Skam будут автоматически удалены. Когда фанатам было отказано в официальном предоставлении субтитров, они начали делать собственные переводы эпизодов на нескольких мировых языках, что значительно расширило онлайн-фан-базу.
Норвежские зрители быстро делились переведенными клипами после их появления на Google диске, а также начали вести блоги, чтобы предоставить дополнительные материалы и языковые курсы для объяснения норвежского сленга.
К концу 2016 года Skam несколько раз фигурировал как глобальный тренд в Twitter и Tumblr, а его присутствие в Facebook, Instagram и Vine быстро росло. В социальных сетях фэндомы разрабатывали креативные картинки, заставки, обложки для телефонов и фан-видео. Места съёмок, в том числе церковь Сагене, и школа Хартвига Ниссена, посетили поклонники, а актёры получали известность во всем мире. После того, как песня Gabrielle «5 fine frøkner» была показана в эпизоде третьего сезона, её прослушивание на Spotify увеличилось на 3,018 %, с более чем 13 миллионами просмотров, и в какой-то момент она поднялась на восьмое место в шведском топ-рейтинге исполнителей.
Его популярность в социальных сетях нарастала и после запуска четвёртого сезона в апреле 2017 года, с более чем 20 000 твитов, содержащих хэштег #skamseason4, были зарегистрированы в течение 24 часов во время запуска первого клипа четвёртого сезона, значительная часть из которых публиковалась из Соединённых Штатов.
В январе 2017 года Skam был заблокирован для иностранных зрителей, адвокат NRK Кари Энн Ланг-Ри заявила:
«NRK имеет право публиковать контент для норвежской аудитории и зарубежных стран. Музыкальная негативно реагирует на то, что многие международные зрители слушают музыку, несмотря на то, что NRK не имеет международных лицензионных соглашений. NRK серьёзно относится к проблемам музыкальной индустрии. Мы ведем диалог с [музыкальной индустрией], чтобы найти решение».
NRK заявил:
«Мы хотим поблагодарить наших международных поклонников и последователей, которые приняли Skam. Мы потрясены вашей преданностью — это то, чего мы никогда не ожидали. Вот почему больно говорить вам, ребята, что из-за необходимого разъяснения с правообладателями музыки Skam будет в ближайшее время недоступен за пределами Норвегии. Мы прилагаем все усилия, чтобы выяснить, как решить эту проблему, чтобы поклонники могли продолжать наслаждаться сериалом, где бы они не находились».
Когда в апреле состоялась премьера четвёртого сезона, геоблок был снят для северных стран. Сериал получил значительное внимание со стороны международных СМИ за свою уникальную модель распространения в режиме реального времени в виде фрагментов.
Анна Лешкевич из New Statesman опубликовала в марте 2017 года, что она считает Skam «лучшим шоу на телевидении», освещая тот факт, что второй сезон затрагивает проблему сексуального насилия. Она похвалила сериал за то, что создатели не стали показывать «шокирующие, беспричинные сцены изнасилования», вместо этого сосредоточившись на одном жесте руки насильника Нико как знак хищнического поведения. Тем не менее, Лешкевич раскритиковал шоу за то, что оно выбрало «путь спасения», в котором Нура находит мужество поговорить с другой девушкой, которая была на вечеринке. И она настаивает на том, что, пока Нура и Нико были в постели вместе, никакого полового акта не было.
Лешкевич отметила: «Так много женщин проходят через то, через что прошла Нура. Большинству из них не предлагают один и тот же путь побега. Вместо этого им приходится жить с позором и замешательством „двусмысленного“ нападения».
В том же месяце Дилан Кикхэм из Elite Daily написал, что международная фан-база Skam в социальных сетях оказалась «намного больше, чем я когда-либо предсказывал», с основными фан-группами в Twitter, Facebook и Tumblr. Он написал про сюжетную линию третьего сезона, посвященную гомосексуальности, назвав её «невероятно интимной и глубокой», особенно восхваляя сцену с разговором о ярких отношениях между главным героем Исаком и Эскильдом. Кикхэм пояснил, что «третий сезон стоит выше остальных, поскольку проливает свет на некоторые аспекты сексуальности, которые очень редко изображается в средствах массовой информации», восхваляя Эскильда за «великолепную и своевременную борьбу с ядовитой дискриминацией, касающейся гей сообщества» в ответ на гомофобные комментарии Исаака. «Именно эти маленькие, острые моменты показывают, насколько Skam понимает и заботится о проблемах, которые он изображает», — объяснил Кикхэм.
В марте 2017 года избиратели E! Онлайн-опрос относительно "Топ-пары 2017 " объявил персонажей Исака и Эвена, главных звезд третьего сезона шоу, победителями.
Verdens Gang написал в апреле, что Skam стал популярным в Китае, где публичное обсуждение гомосексуальности является незаконным. Он сообщил, что почти 4 миллиона китайцев смотрели третий сезон через пиратские сайты и в общей сложности 6 миллионов смотрели все эпизоды, которые переведены на китайский язык. В докладе также говорится, что NRK не планирует останавливать пиратство в Китае, а главный редактор NRK P3 Хокон Мослет сказал Verdens Gang:
«Это Исак и Эвен захватил молодую китайскую аудиторию. В Китае существует много цензуры, и это является образцом для подражания и образцом отношений, которые китайцы должны видеть».
Анна Лешкевич написала ещё три статьи о Skam и его влиянии в период с апреля по декабрь 2017 года. В первом отчете она заявила, что в сериале было затронуто множество сложных тем с использованием универсальных эмоций, таких как одиночество, а не стратегии, основанные на проблемах.
Во второй статье она сфокусировала внимание на финале сериала, отметив, что первоначально в нём было девять персонажей, предназначенных для каждого сезона, и процитировала фанатов с чувством, что «Это кажется таким резким решением. Это не служит сюжетной линии». Признавая давление из-за всемирной популярности шоу — было принято решение закончить Skam. Лешкевич высказала неодобрение некоторых поклонников сюжетных линий, представленных в конце. Многие решили, что главной героине четвёртого сезона — Сане, девушке мусульманской религии было представлено недостаточно времени в сериале, чем другим главным героям. Последние моменты сериала были посвящены рассказам персонажей, которым не было дано свое время года. В одном из фрагментов рассказывалась история второстепенного персонажа, не имеющего значительного отношения к сериалу.
Лешкевич процитировала недовольных поклонников, один из которых сказал, что «Сана была неуважительна, оставлена без внимания и стерта с лица земли, и это чертовски грубо. Она заслуживала лучшего».
Наконец, в своем последнем докладе она сосредоточилась на наследии Skam, поскольку американская адаптация была уже в производстве. Главный редактор NRK P3 Хокон Мослет сказал ей, что «было много пиратства», признав, что глобальная популярность шоу была результатом поклонников, незаконно распространяющих контент через Google Drive, хотя и добавил «Но мы не возражали».
Что касается окончания сериала, после четвёртого сезона, в то время как его популярность достигла пика, Мослет сказал Лешкевич, что создательница Юлия Андем потратила огромное количество времени на разработку сериала «Этот сериал был своего рода экстремальным видом спорта, особенно для неё. Это была её жизнью, 24/7, на протяжении двух с половиной лет. Думаю, этого было достаточно. И она хотела закончить на высокой ноте. Так вот в чём причина. Я думаю, это было правильно».
Андем опубликовала в Instagram, что она «не смогла бы сделать пятый сезон таким хорошим, каким он заслуживал бы быть», хотя она также написала, что не хочет отдавать продюсерскую работу американскому ремейку, решив взять на себя ответственность за эту адаптацию. Это решение само по себе рассердило поклонников, которые «сочли её решение покинуть норвежскую серию только для того, чтобы взять на себя ещё одно огромное обязательство с американским шоу». Мослет высоко оценил разнообразный набор персонажей сериала, завершая его заявлением о том, что «во времена растерянности и нетерпимости как никогда важно, чтобы создатели контента приняли разнообразие и отвергли нетерпимые взгляды».
В декабре 2017 года Tumblr опубликовал свой список самых обсуждаемых шоу года на своей платформе, и Skam возглавил этот список под номер один, превзойдя чрезвычайно успешные американские сериалы «Игра Престолов», «Очень странные дела» и «Ходячие мертвецы».

## Трансляция
В Норвегии сериал доступен на веб-сайте радиоканала NRK P3, и на веб-телевизионном решении NRK TV. Еженедельные эпизоды также транслировались по пятницам на телеканале NRK3. Сериал был лицензирован для трансляции в качестве совместного производства Nordvision общественными вещателями в других скандинавских странах, в частности:
- В Дании сериал демонстрируется DR на сервисе DR TV streaming и транслируется на телеканале DDR3 с декабря 2016 года[71].
- В Финляндии сериал Yle показывают в потоковом сервисе Yle Areena с декабря 2016 года[72].
- В Исландии сериал демонстрируется RAV как на потоковом сервисе, так и на телевизионном канале.
- В Швеции сериал демонстрируется SVT на потоковом сервисе SVT Play с декабря 2016 года[71].

## Варианты адаптации
Права на адаптацию перекупили сразу несколько каналов: французский France Televisions, немецкий ZDF/funk, испанский Moviestar+, итальянский Timvision и даже нидерландский NRT/NPO, а также бельгийский и американский каналы. Все ремейки уже вышли.
В декабре 2016 года компания Simon Fuller’s XIX Entertainment production подписала контракт с NRK на производство американской версии сериала под названием Shame. Продвижение сериала продолжилось в последующие месяцы, с изменением названия на SKAM Austin, кастингами и объявлением о том, что Austin выйдет в эфир на оригинальной видео-платформе Facebook «Facebook Watch». Премьера состоялась в апреле 2018 года. И был продлён на второй сезон.
В апреле 2017 года датский театр Aveny-T, как сообщалось, приобрел эксклюзивные права на производство сценической версии Skam. Четыре различных спектакля будут сделаны, по одному для каждого сезона, причем первый показ состоялся в Копенгагене 15 сентября 2017 года, а остальные три спектакля будут производиться один раз в год.
В сентябре 2017 года французский развлекательный сайт AlloCiné сообщил о скором производстве французского ремейка сериала.
В октябре 2017 года Variety и The Hollywood Reporter сообщили, что адаптации Skam будут производиться в пяти европейских странах: Германии, Франции, Италии, Испании и Нидерландах. Генеральный директор NRK Тор Йермунд Эриксен сказал в своем заявлении:
«Мы очень рады огромному интересу, который Skam/Shame вызвал за пределами Норвегии. Создатели Skam стремились помочь 16-летним девочкам укрепить свою самооценку путем отмены табу, ознакомления их с межличностными механизмами и демонстрации им преимуществ борьбы со своими страхами. Это видение, которое мы с гордостью представляем другим странам».
Variety отмечает, что каждое местное производство должно будет проводить свои собственные местные исследования дилемм и мечтаний своих подростков, а не копировать оригинальную норвежскую продукцию. В октябре 2018 года Бельгия начала транслировать собственную адаптацию.

#### Персонажи
| Страна                    | Название    | Сеть           | Премьера          | Место съемок                           | Главные герои          | Главные герои           | Главные герои         | Главные герои        |
| ------------------------- | ----------- | -------------- | ----------------- | -------------------------------------- | ---------------------- | ----------------------- | --------------------- | -------------------- |
| Норвегия                  | SKAM        | NRK            | 25 Сентября, 2015 | Hartvig Nissen School, Осло            | Эва Квииг Мун          | Нура Амалия Сатре       | Исак Вальтерсен       | Сана Бакуш           |
| Франция                   | Skam France | France 4       | 5 Февраля, 2018   | Lycée Dorian, Париж                    | Emma Borghesh          | Manon Demissy           | Lucas Lallemant       | Imane Bakhellal      |
| Бельгия                   | La Trois    |                | 5 Февраля, 2018   | Lycée Dorian, Париж                    | Emma Borghesh          | Manon Demissy           | Lucas Lallemant       | Imane Bakhellal      |
| Германия                  | DRUCK       | funk           | 24 Мая, 2018      | Barnim-Gymnasium, Берлин               | Hanna Jung             | Mia Amalie Winter       | Matteo Florenzi       | Amira Thalia Mahmood |
| Италия                    | SKAM Italia | TIMvision      | 29 Марта, 2018    | Liceo J. F. Kennedy, Рим               | Eva Brighi             | Eleonora Francesca Sava | Martino Rametta       | Sana Allagui         |
| Соединённые Штаты Америки | SKAM Austin | Facebook Watch | 27 Апреля, 2018   | Bouldin High School, Остин, Техас      | Megan Flores           | Grace Olsen             | Shay Dixon            | Zoya Ali             |
| Испания                   | SKAM España | Movistar+      | 16 Сентября, 2018 | Instituto Isabel la Católica, Мадрид   | Eva Vázquez Villanueva | Nora Grace              | Cristina Soto Peña    | Amira Naybet         |
| Нидерланды                | SKAM NL     | NPO 3          | 16 Сентября, 2018 | St-Gregorius College, Утрехт           | Isa Keijser            | Liv Reijners            | Lucas van der Heijden | Imaan Elami          |
| Бельгия                   | wtFOCK      | VIER           | 10 Октября, 2018  | Koninklijk Atheneum Berchem, Антверпен | Jana Ackermans         | Zoë Loockx              | Robbe IJzermans       | Yasmina              |

## Книги
В сентябре 2018 года, Юлия Андем объявила в своем Instagram, что совместно с норвежским книжным издательством Armada Forlag — четыре книги, по одной на каждый сезон сериала будут выпущены для общественности. В том числе оригинальные, неотредактированные рукописи, с сюжетами, которые никогда не были экранизированы, линии, которые позже были урезаны, а также личные комментарии и мысли режиссёра.
Первая книга, посвященная первому сезону, была доступна для покупки в день объявления, в понедельник, 3 сентября 2018 года. В пресс-релизе Armada Forlag Андем сказала:
«Выпуск этих неотредактированных сценариев, включая опечатки и комментарии, находится прямо на краю моей зоны комфорта», добавив: «Я надеюсь, что люди посчитают, что это интересно занятие — читать сценарии, и что, возможно, кто-то вдохновится писать сам».
Йонас Форсанг, председатель Armada Forlag, сказал: «Это не просто история телевидения, это популярная литература». Норвежская пресс-компания Aftenposten отметила в то время, что сроки выпуска трех оставшихся книг были неясны.
Несколько дней спустя Андем подписала контракт на издание книги со шведской издательской компанией Salomonsson Agency, который включал права агентства на распространение книг Skam за пределами Норвегии. Генеральный директор Джулия Анджелин сказала Verdens Gang:
«Мы невероятно гордимся тем, что работаем с гением Юлия Андем. Она изменила всю скандинавскую культуру», и добавила, что «будет невероятно весело строить свою карьеру автора с этим уникальным проектом. Мы видели только начало». В докладе Verdens Gang также говорится, что первая книга была продана «в рекордные сроки» с момента её выпуска всего за три дня до этого. Все четыре книги Skam будут выпущены до периода Рождественских праздников 2018 года. И Юлия Андем сказал изданию, что «поклонники Skam „самые крутые поклонники на земле“. И они всегда очень воодушевлены и благодарны. Это приятно и трогательно».
В более поздней версии той же статьи разъяснено, что книга уже была распространена в Финляндии и Швеции, без подробностей дальнейшего распространения. На сайте книги в Норвегии, который обеспечивает на английском языке информацией о норвежской литературе, говорится, что права на международный выпуск книги были проданы в Данию через агентство Høst & Søn, в Италию через агентство Giunti, в Польшу через Rebis агентство. На русском языке книга вышла в издательстве Popcorn Books в конце 2019 года.